# Мотоги, Такаги
Такаги Мотоки (яп. 高城元気, Motoki Takagi; род. 4 октября 1980 года, Канагава, Япония) — японский сэйю и певец. Озвучил свыше 14 аниме с 2000 года. Лучшие роли: Loveless, «Клеймор», «Достичь Терры», «Эф - история воспоминаний».
Хобби и навыки: Написание песен, Пение (Караоке), игра в бадминтон, написание пьес, игра в видеоигры и кэндо (2-й дан), решета Hayasi-барабан, танцы.

## Роли
- 2013 — Makai Ouji: Devils and Realist — Айзек
- 2012 — Из Нового мира — Ито (14 лет)
- 2012 — Brave 10 — Каманосукэ Юри
- 2010 — Чу-Бра!! — Кота
- 2009 — Souten Kouro — Юань Шао в 10 лет / Цао Жэнь в детстве
- 2008 — Эф - история мелодий — Рэндзи Асо
- 2008 — Персона: Душа троицы — Сотаро Сено
- 2007 — Эф - история воспоминаний — Рэндзи Асо
- 2007 — Зомби на доверии — Инубасири
- 2007 — Достичь Терры [ТВ] — Эна Мацука
- 2007 — Клеймор — Лаки
- 2006 — Розовый Мотылёк, воительница в неглиже [ТВ] — Куримото
- 2005 — Проект Кирамэки — Тото
- 2005 — Loveless — Мидори Арай
- 2005 — Закон Уэки — Хаяо Адати
- 2005 — Бесполезные зверушки — Уруно
- 2004 — Любовь близнецов — Нодзому Футами
- 2003 — Ви Дюран — Эм

### Драмы CDs
- «Aijin Incubus» (Romio Aira)
- «News Center no Koibito» (Yuzuki Kojima)
- «Yurigaoka Gakuen» series 1: «Heart mo Ace mo Boku no Mono» (Jin Houjou)
- «Yurigaoka Gakuen» series 2: «Kimidake no Prince ni Naritai» (Jin Houjou)

### Дубляж
- Hot Wheels AcceleRacers (Vert Уилер)
- Hot Wheels World Race (Vert Уилер)